# 趙俊傑
趙俊傑（Chiu Chun Kit，1983年10月4日—），生於香港，香港足球運動員，司職中堅，現時效力香港丙組聯賽球隊花花。

## 早年生活
趙俊傑生於香港，早年就讀匯基書院。由暑期足球訓練計劃到參加香港足總初級組青年賽時，都一直擔任前鋒位置，直到14歲在快譯通足球學校被教練吳志英首度提議轉型踢中堅，惟他卻因此意興躝跚，在半季後轉到區隊集訓。

## 球員生涯
至2000/01年度球季，趙俊傑在球市漸陷谷底的環境下於二合展開甲組球員生涯，翌年轉會花花，而教練陳漢輝再度建議他轉踢中堅位置，但他仍然對此感到不滿，結果間中鮮有出場機會，最終趙俊傑在香港青年軍時獲教練黎新祥後，再度安排擔任中堅，自此他意識到中堅是自己的最佳位置，到2006年，趙俊傑在前隊友陳思榮介紹下加盟新界地區球會和富大埔，到2006/07及2007/08兩個球季，趙俊傑與隊友陳旭智一同爭取夥拍外援祖爾的中堅位置，而當兩閘球員受傷時，趙俊傑是第一替補球員，惟他在2008/09球季季初，因十字靭帶撕裂而進行手術，缺席球隊大部份的賽事，不過他最終仍趕及在2009年5月28日對傑志的足總盃八強賽事，於67分鐘後備入替，重傷過後首度復出，而在足總盃決賽，在球隊再度領先的時候，後備上場擔任防守中場位置增強防守，最終助和富大埔奪得首個甲組冠軍。
到2010年5月，趙俊傑因在亞協盃賽事表現出色，而獲邀加盟南華，惟除了季初數場比賽外大部分時間都屈居後備，終於在2011年6月轉會公民，到2012年完結後趙俊傑再轉投甲組地區球會元朗，更獲安排擔任兼任助理教練，期間趙俊傑曾獲內地球會賞識，而出現千載難逢的外闖機會，可惜由於他與元朗仍有合約，為尊重球會決定留隊，到2014年，趙俊傑再獲上海中超球會開出雙倍薪金招攬，惟當時球會需要他自資到韓國集訓及試腳，而他初時半信半疑，及後對方亦多次打電話予他，但礙於當時要在完成集訓後便需要立刻回港比賽，所以趙俊傑最後還是放棄，
但在季尾，趙俊傑與元朗傾合約時，卻遭大幅減薪，最終他未有與球會續約，由於當時沒有合適球會因此趙俊傑極有可能就此結束球員生涯，但他經家人勸勉下仍希望延續球員生涯，於2015年8月加盟地區球會黃大仙，並於11月28日主場對香港飛馬的聯賽，取得加盟後的首個入球，協助黃大仙以2–2逼和對手，惟結果球會護級失敗，使趙俊傑於2016年8月轉會理文流浪，並在11月4日作客港會的聯賽，取得加盟後的首個入球，協助球會以1–0勝出，球季完結後，趙俊傑獲賞識邀請轉會隨流浪職球員一同轉投新成立的港超聯球會理文，並在2017年9月15日對東方龍獅的第二場聯賽，即取得加盟後的首個入球，協助理文取得球會歷史上首場勝仗以3–2勝出，而隨着理文隊長佐迪在2018年1月外借期滿回歸傑志，令趙俊傑獲球會委任為隊長。

## 國際賽生涯
於2012年11月2日，趙俊傑首度入選由香港足球代表隊署理教練金判坤所選出28名集訓球員名單，並在同年11月14日作客以1–1賽和馬來西亞國家隊的國際友誼賽，以後備身份首次代表香港隊於國際A級賽亮相，其後趙俊傑再在2013年3月24日作客以0–0守和烏茲別克國家隊的亞洲盃外圍賽，再度以後備身份入替。

## 家庭生活
趙俊傑一頭長髮已成其標誌在初出道時就有「港版田中鬥莉王」的稱號，而他在有次把頭髮剪短就即斷十字韌帶，及諸事都不順，所以他會保持長髮髮型，他與妻子阿姜認識時正是其及球市的低潮，但他仍將家庭放在第一位，即使2015年轉到黃大仙而薪金大減，但他寧願多做幾份兼職養家，到2015年其妻子誕下女兒趙梓彤，到其兒子趙子博再在2017年7月27日晨出生。

有一個弟弟，並不是球圈的人，時常被球迷誤會是前甲組球員後衛趙俊明及趙俊文的親弟弟，因為他們曾經在同一所足球學校擔任教練，令家長誤會，令他多次向球迷和家長解釋，三人並冇血缘關係。

## 榮譽
二合
- 香港高級組銀牌冠軍（2000–01季度）

和富大埔
- 香港足總盃亞軍（2007–08季度）
- 香港甲組聯賽季軍（2007–08季度）
- 香港足總盃冠軍（2008–09季度）

南華
- 香港甲組聯賽亞軍（2010–11季度）
- 香港高級組銀牌亞軍（2010–11季度）
- 香港足總盃冠軍（2010–11季度）
- 香港聯賽盃冠軍（2010–11季度）

公民
- 香港高級組銀牌亞軍（2012–13季度）

## 外部連結
- 香港足球總會網頁球員註冊資料 （页面存档备份，存于）